# لبخند

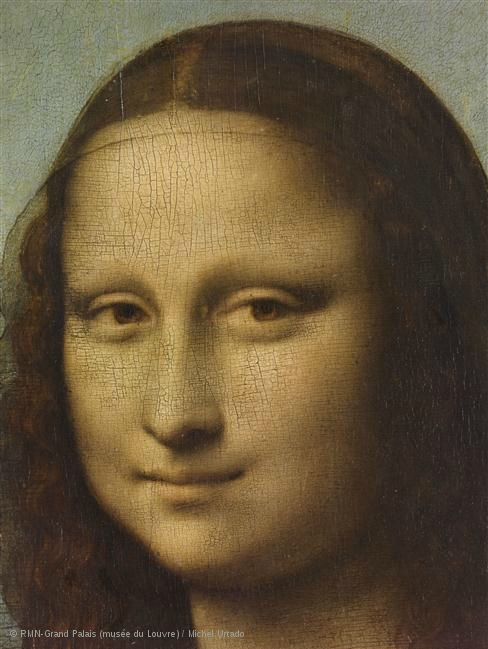
چهره مونالیزا به دلیل لبخند بسیار مرموز و همچنین سبک نوین نقاشی لئوناردو دا وینچی در قرن شانزدهم، به شهرت جهانی رسید.

لبخند حالتی از چهرهٔ انسان است که با تکان خوردن عضلات نزدیک به دو گوشهٔ دهان شکل می‌گیرد. اثر خنده را می‌توان در کنار چشم‌ها نیز مشاهده نمود. لبخند معمولاً بیانگر شادی و تفریح و لذت درونی انسان‌هاست.
مطالعات میان فرهنگی نشان داده‌اند که لبخند روشی برای برقراری ارتباط احساسی در سراسر جهان است، گرچه تفاوت زیادی میان فرهنگ‌های مختلف وجود دارد.
لبخند می‌تواند بی‌اختیار (معمولاً شادی ایجاد انگیزه برای خندیدن می‌نماید)، یا ساختگی باشد (وقتی حس‌کنند که باید لبخند بزنند).

## پیشینه
پژوهشی از دانشگاه بینگهمتون در نیویورک نشان می‌دهد که منشأ خنده در سیر تکاملی انسان به زمانی پیش از آنکه انسان از میمون‌ها جدا شود، بر می‌گردد.
به عبارت دیگر خنده در میان اولین گروه‌های انسان‌نما، بین دو تا چهار میلیون سال پیش پیدا شد. اما خندهٔ آنها به هاه هاه یا قهقههٔ انسان امروزی شباهتی نداشت، چون دستگاه صوتی‌شان توانایی تلفظ این صداها را پیدا نکرده بود، و بیشتر به واکنش صوتی در برابر قلقلک یا خنده گوریل‌ها و شامپانزه‌های امروزی شباهت داشت.
در حدود دو میلیون سال پیش در اجداد انسان این توانایی پدید آمد که بتوانند حالت‌های مختلف بیانی در چهرهٔ خود را کنترل کنند و به این ترتیب هم بی‌اختیار و هم با ارادهٔ خود بخندند.
اما مدت‌ها گذشت تا انسان در مسیر تکامل به مراحلی بالاتر از شناخت و آگاهی کاربرد زبان رسید و خنده با شوخی و مزاح ارتباط پیدا کرد.

## واژه‌شناسی
در زبان فارسی تبسم (به عربی: ابتسامة) خنده بدون صدا معنی دارد.

## لبخند دوشن

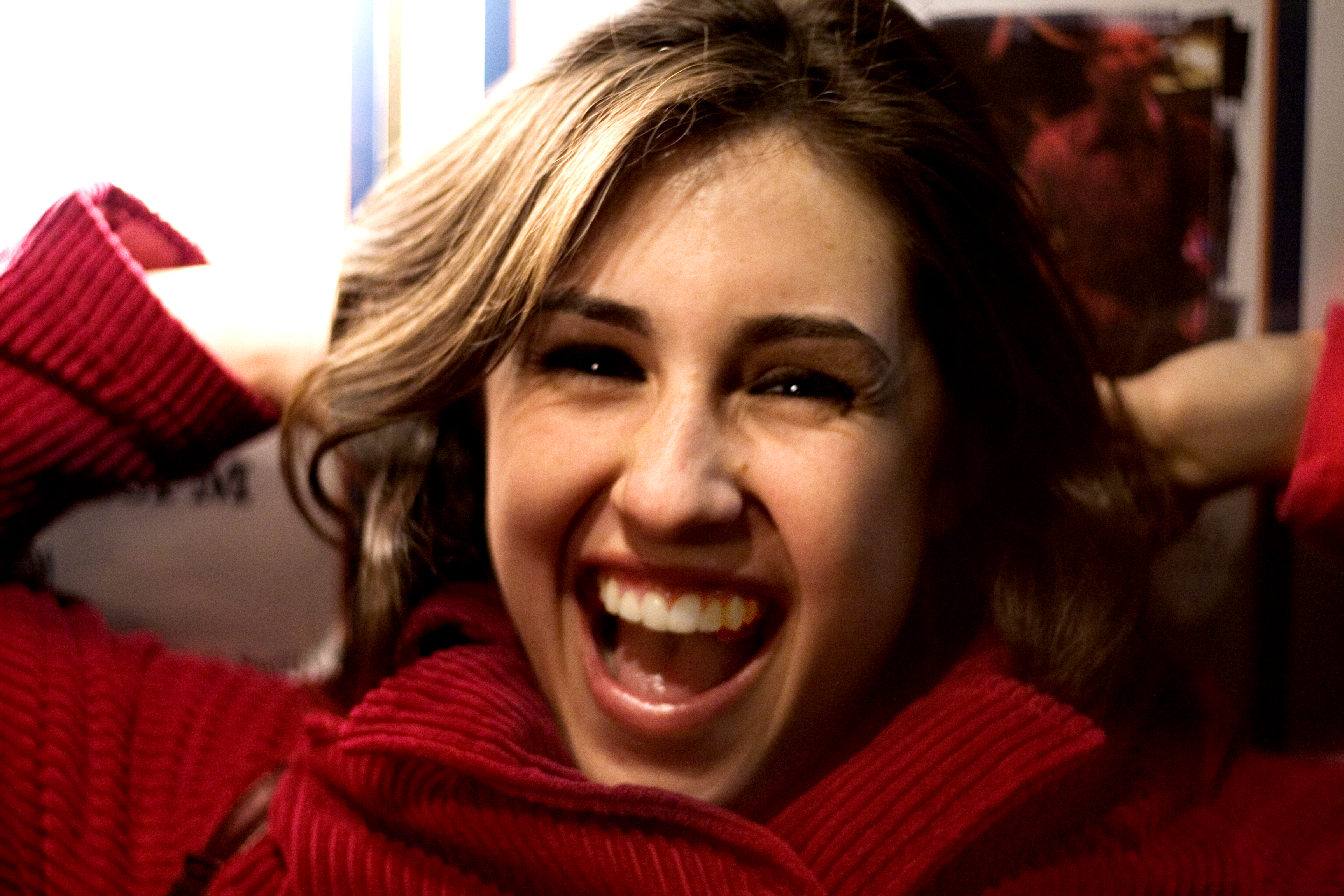
لبخند دوشن ماهیچه‌های اطراف دهان و چشم را درگیر می‌کند.

در قرن نوزدهم دوشن دو بولونیه عصب‌شناس فرانسوی در حین تحقیقاتش (تحریک الکتریکی عضلات با استفاده از الکترودهای پوستی) دریافت که لبخند اصیل و واقعی با لبخند تصنعی تفاوت دارد، او لبخند اصیل و واقعی را به نام خودش، «لبخند دوشن» نامید.
دوشن دو بولونیه هنگام انجام تحقیقات بر روی فیزیولوژی حالات چهره در اواسط قرن ۱۹، دو نوع لبخند متمایز را شناسایی کرد. لبخند دوشن شامل انقباض ماهیچه گونه‌ای بزرگ (که گوشه‌های دهان را بالا می‌برد) و ماهیچه حلقوی چشم (که گونه‌ها را بالا می‌برد و چروک دور چشم را تشکیل می‌دهد) است. لبخند اغراق‌آمیز دوشن گاهی با دروغگویی همراه است.
تنها لبخندی که در حال حاضر برای انسان منحصربه‌فرد به نظر می‌رسد، «لبخند دوشن» است، یک حالت خود به خودی که با انقباض غیرارادی عضله چشمی چشم -که اطراف چشم‌ها را احاطه کرده‌است- که انقباض آن گونه‌ها را بالا می‌برد و در اطراف چشم چین و چروک یا «پای کلاغی» ایجاد می‌کند، قابل تشخیص است. این لبخند واقعی است و با فعال شدن دستگاه لیمبیک مغز — جایی که احساسات تولید می‌شود — مرتبط است.

## لبخند هالیوودی
بسیاری از بازیگران هالیوود که به زیبایی شهرت دارند همیشه در مقابل دوربین لبخند بر لب داشتند و این لبخندها به دلیل زیبایی خاصی که داشت و مختص این بازیگران بود به تدریج به لبخند هالیوودی معروف شد. بازیگران هالیوود با استفاده از روش‌های مختلفی زیبایی چهره خود را افزایش می‌دهند. یکی از اصلی‌ترین این راه‌ها، استفاده از لمینت دندان است. که این لیمینت دندان از سال ۲۰۲۱ در بین مردم عالی نیز رواج پیدا کرده‌است

## تأثیر بر بدن
- با خندیدن، ظرفیت ریه‌های افراد افزایش یافته و اکسیژن بیشتری وارد بدن شده و به‌سوی سلول‌ها رهسپار می‌شود و مغز با دریافت اکسیژن بیشتری، بهتر عمل می‌کند، به این علت است که خنده از سکته‌های قلبی، مغزی، تنگی رگ‌های قلبی و بیماری‌های تنفسی و ده‌ها بیماری دیگر به‌خوبی پیشگیری می‌کند.
- خنده، سیستم ایمنی و دفاعی بدن را که در تندرستی و سلامتی نقش اساسی دارد، تقویت کرده و فعال‌تر می‌سازد.
- هورمون سایتو - کنیاز که به آن هورمون شادی، نیز گفته می‌شود، در اثر شاد بودن و خندیدن، ترشح شده و دستگاه ایمنی بدن را قوی‌تر می‌سازد.
- هورمون اندورفین که در شخص احساس اعتماد به‌نفس و سرخوشی می‌کند، در اثر خندیدن، تولید می‌شود. مقدار این هورمون با ورزش و فعالیت‌های نشاط‌آور، بالا می‌رود.

## نگارخانه

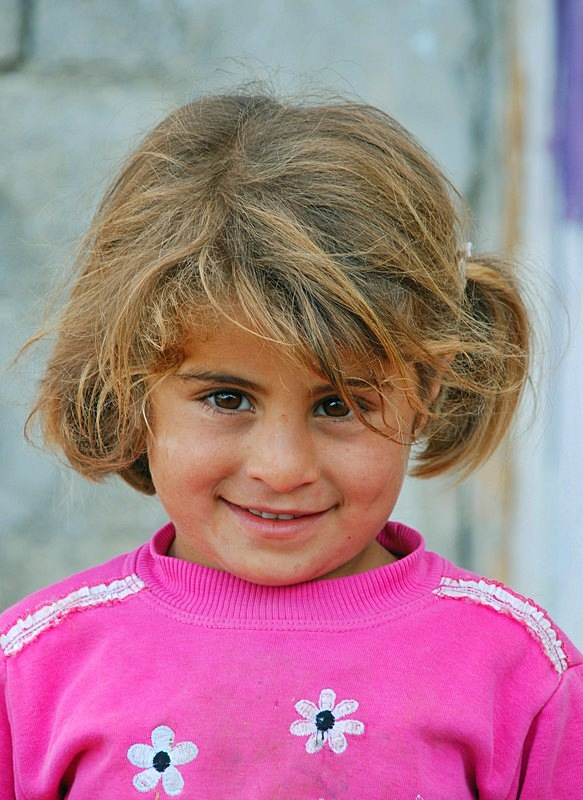
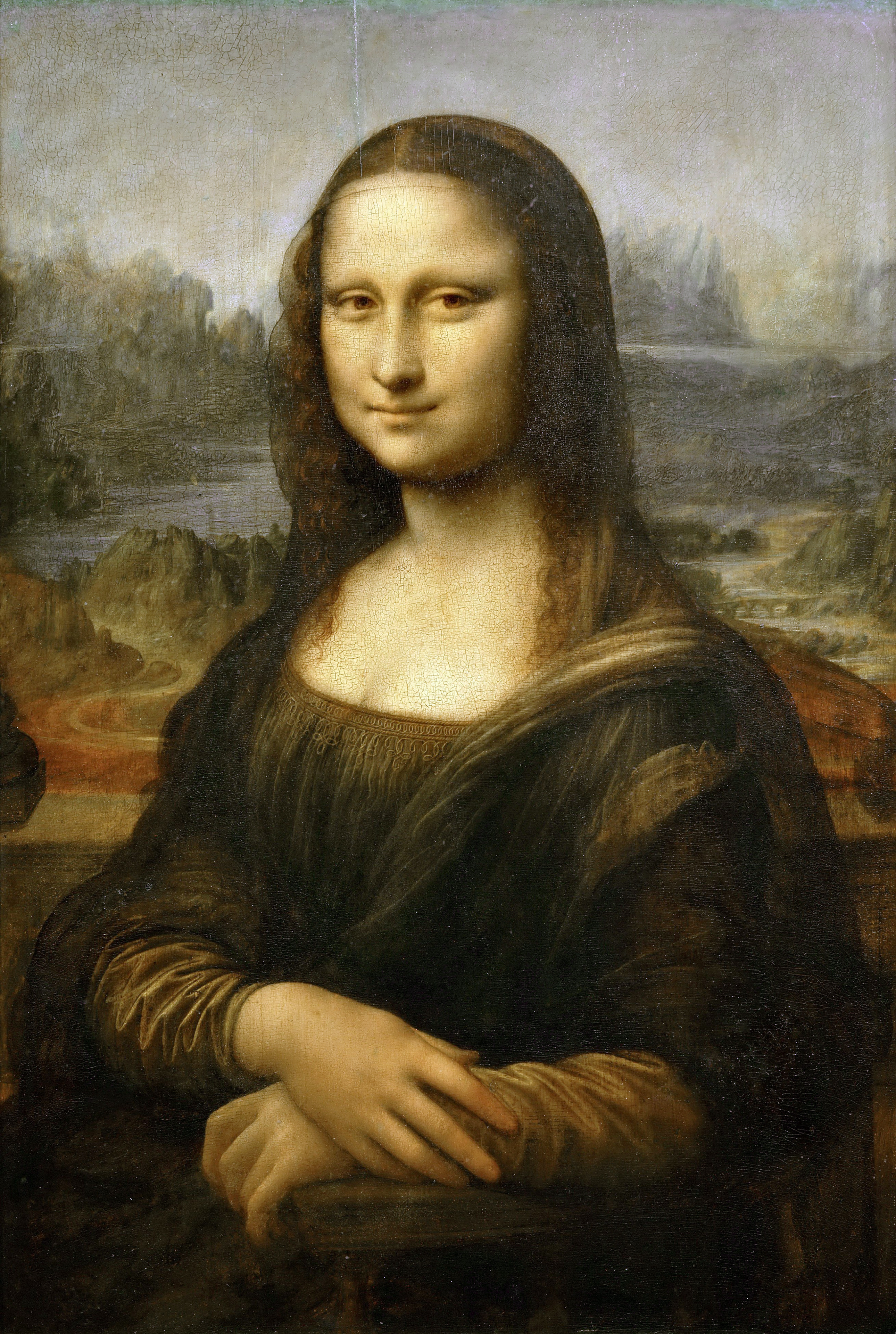
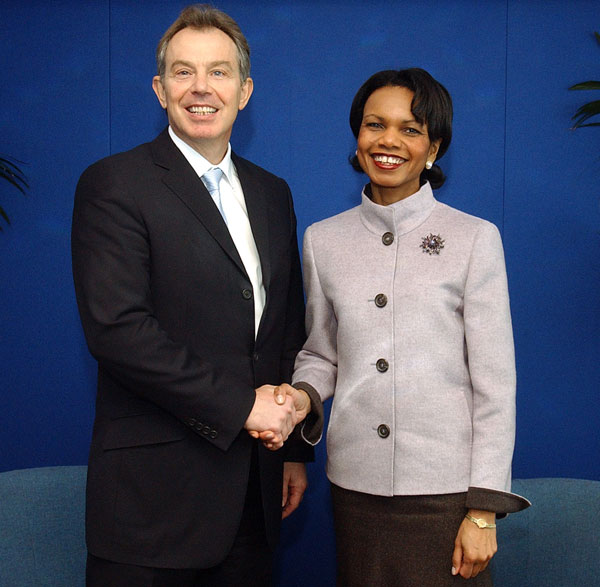
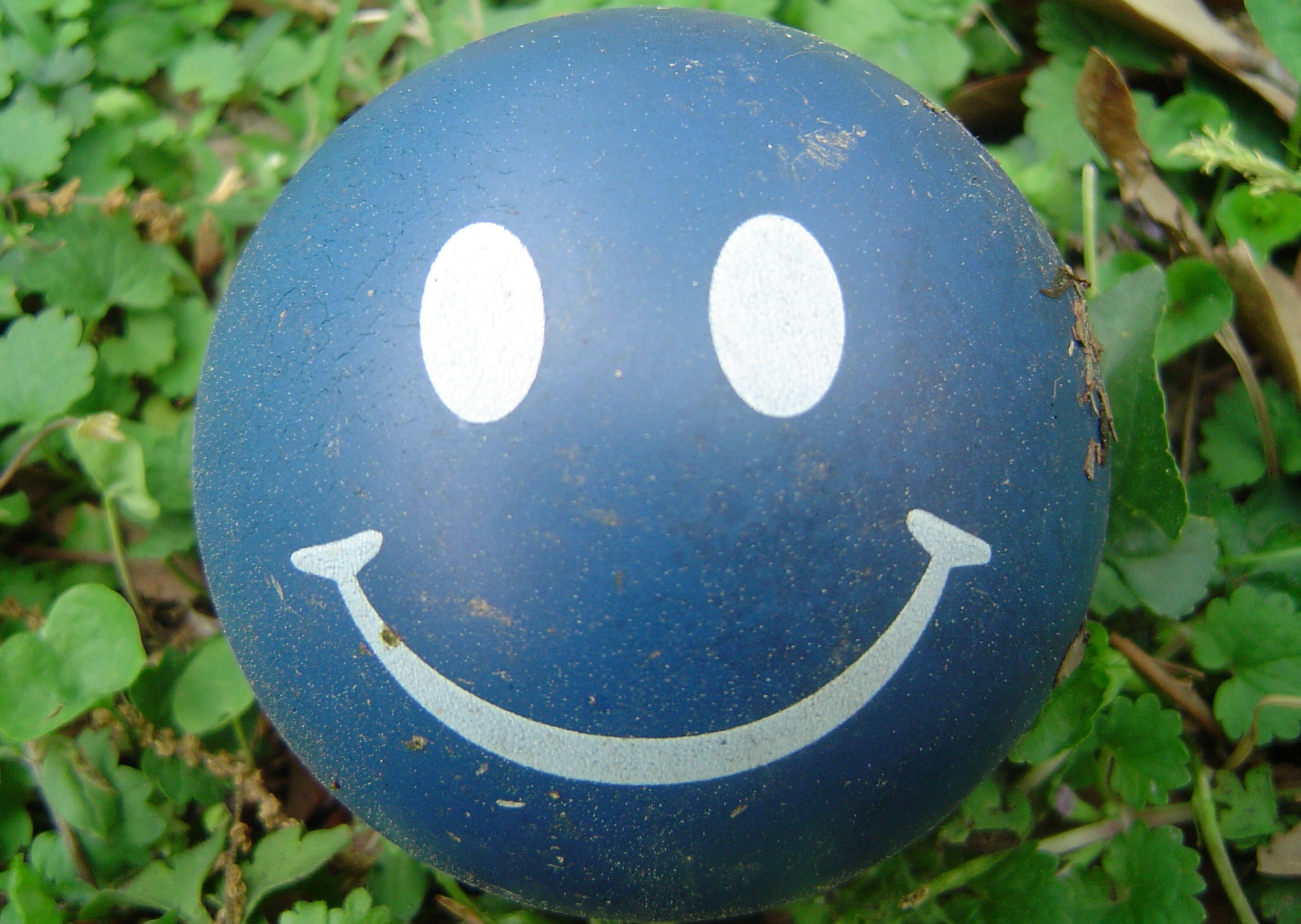

## شعر
ایرج میرزا:
| لبخند نهاد بر لب من |  | بر غنچهٔ گل شکفتن آموخت |